# NGC 4815
NGC 4815 je otvoreni skup u zviježđu Mušici. 

## Vanjske poveznice
- (engl.) SEDS: NGC 4815
- (engl.) Revidirani Novi opći katalog
- (engl.) Izvangalaktička baza podataka NASA-e i IPAC-a
- (engl.) Astronomska baza podataka SIMBAD
- (engl.) VizieR